# Cudahy (Wisconsin)
Cudahy – miasto w hrabstwie Milwaukee, stanie Wisconsin, USA. Według danych z 2000 r. 18 429 mieszkańców.

## Znane osoby związane z miastem
- Jim Miklaszewski – korespondent NBC News w Pentagonie, wcześniej także w Białym Domu